# Neotenia
La neotenia (del griego neo-, ‘joven’, y teinein, ‘extenderse’) es uno de los procesos de  heterocronía que se caracteriza por la conservación del estado juvenil en el organismo adulto en comparación con su ancestro u organismos cercanamente emparentados, debido a un retraso pronunciado del ritmo de desarrollo corporal en relación con el desarrollo de las células germinales y órganos reproductores, que se lleva a cabo normalmente. Es un fenómeno estudiado en el campo de la biología del desarrollo. El primero en utilizar el término neotenia fue Julius Kollmann en 1885.

## Evolución
La biología evolutiva del desarrollo estudia (entre otras cosas) el papel de procesos neoténicos en la evolución, ya que según Gould (1977), “por medio del retraso en el desarrollo de las estructuras somáticas, la neotenía posibilita que el organismo escape de sus formas adultas altamente especializadas y regrese a la labilidad del joven, preparándose para nuevas direcciones evolutivas”.

## Ejemplos

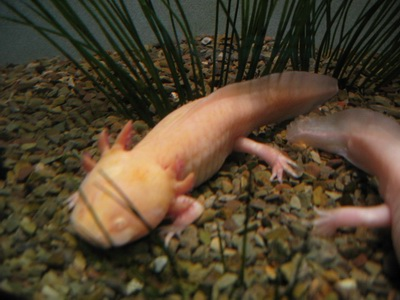
Ajolote.

Un ejemplo clásico de neotenia entre los vertebrados lo encontramos en la especie de salamandra Ambystoma mexicanum (o ajolote); la madurez sexual es llevada a cabo en lo que se considera la fase larval (en comparación con especies hermanas) y la metamorfosis nunca es finalizada. Esto se debe a que la glándula hipófisis de este animal no segrega la hormona tirotrofina, necesaria para activar la síntesis de triyodotironina, en las glándulas tiroideas.
Cuando a individuos de A. mexicanum se les inyectó tirotrofina, la salamandra completó la metamorfosis hasta el estado adulto no observable en la naturaleza.

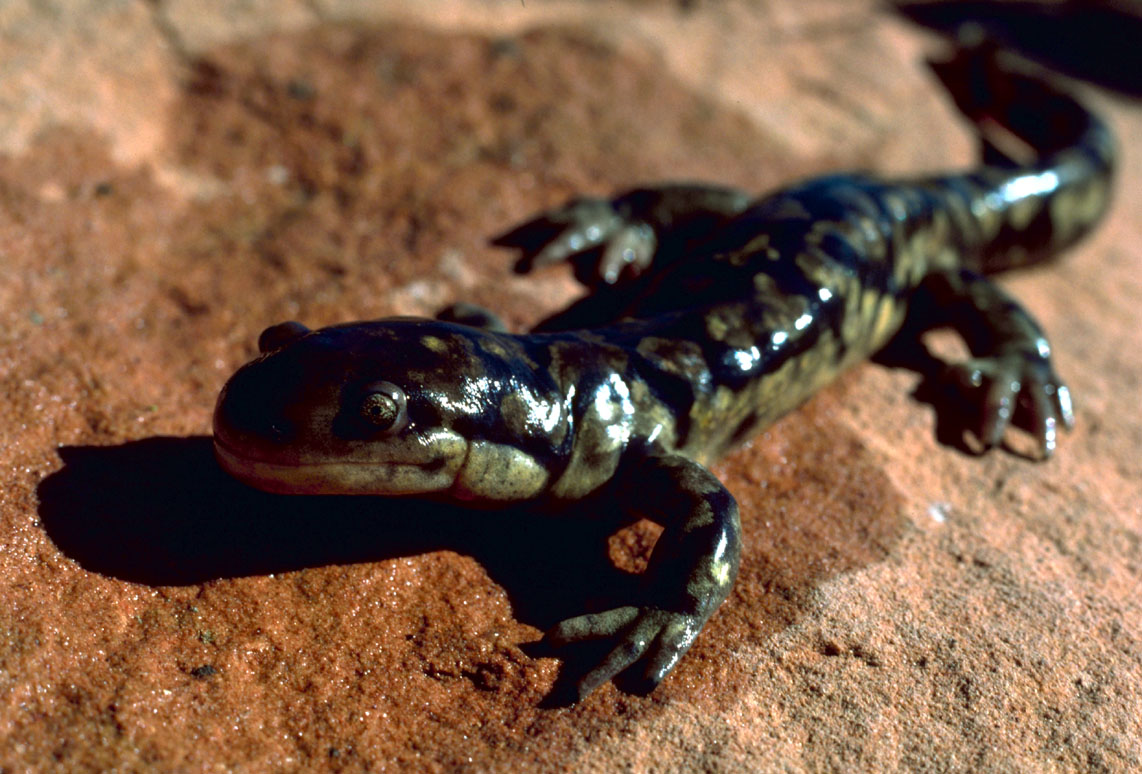
Salamandra Tigre.

En Ambystoma tigrinum, la metamorfosis a fase adulta es desencadenada por influencia medioambiental, donde la temperatura determina los aspectos metamórficos finales. En regiones frías en las lagunas de las Montañas Rocosas, las gónadas y células germinales maduran mientras que los tejidos somáticos son mantenidos en la fase larval; mientras que en regiones más cálidas el estadio larval es transitorio, finalizando en una salamandra adulta de vida terrestre.
Una de las hipótesis vigentes sobre el origen de las formas vertebradas se explica por un proceso neoténico. Los vertebrados tienen un ancestro común con los tunicados. Los tunicados modernos son organismos marinos filtradores como la ascidia. Aunque estos son sésiles en su forma adulta al alcanzar la madurez sexual, el desarrollo de los tunicados pasa por una fase larval de vida libre con capacidad motriz. El desarrollo de la madurez sexual antes de la metamorfosis larval (neotenia), debido a una mutación genética en algún momento evolutivo, constituye un primer paso hacia formas pelágicas motiles. Además este primer carácter apomórfico puede engendrar la base de desarrollos evolutivos posteriores hacia una consolidación de los elementos esqueléticos y motores que aparecen en los vertebrados. Esta hipótesis implica que el ancestro hipotético común sea sésil (como los tunicados actuales); la hipótesis alternativa -que sostiene que el carácter sésil de los tunicados actuales sea una apomorfia- es, sin embargo, posible.
En el caso de los animales domésticos, las características infantiles han sido investigadas por algunos estudiosos entre los que se encuentran Raymond Coppinger y Lorna Coppinger. Un ejemplo de esas características de neotenia es el acortamiento del hocico en los perros y los cerdos.
Entre los humanos también observamos rasgos neoténicos en relación con los grandes simios. Por ejemplo, el cráneo redondeado y elevado, con la cara proporcionalmente pequeña y el hocico no protuberante. Stephen Jay Gould ha sido uno de los principales defensores de la tesis que sostiene que los humanos son especies neoténicas en comparación con sus parientes cercanos como el chimpancé. Esto nos permite seguir aprendiendo y adquiriendo nuevos hábitos durante toda o casi toda nuestra vida. Por su parte, el etólogo y antropólogo Desmond Morris ha relacionado ciertas sensaciones gozosas de adultos de nuestra especie, el sentirse protegidos o queridos con la neotenia (The Nature of Happiness, 2004).
El hecho de que nuestro cerebro se mantenga durante más tiempo en estadios ontogénicos plásticos que en la mayoría de las especies finalizan al poco de nacer es también un ejemplo de procesos de neotenia.